# BYD D1
Der BYD D1 ist ein von BYD Auto für DiDi entwickeltes Elektroauto. Es sollte zunächst ausschließlich im Ride-Hailing-Betrieb zum Einsatz kommen, wird seit November 2022 aber doch an Privatkunden verkauft.

## Geschichte
Vorgestellt wurde das fünfsitzige Fahrzeug im November 2020 in Peking. 2021 sollten 100.000 Fahrzeuge gebaut werden. Für die Entwicklung wurden über 10.000 Ride-Hailing-Fahrer und -Fahrgäste befragt. Aufgrund dieser Befragung kommen auf der Beifahrerseite statt konventioneller Türen Schiebetüren zum Einsatz.
Aufmerksamkeit erreichte der Wagen auch durch seine Ähnlichkeit mit dem VW ID.3. Volkswagen gab kurz nach der Vorstellung des D1 gegenüber dem Handelsblatt an, „die Angelegenheit zu prüfen“.

## Technik
Der D1 hat einen Frontantrieb mit einem 100 kW (136 PS) starken Elektromotor. Die Höchstgeschwindigkeit ist bei 130 km/h begrenzt. Der Wagen hat im Unterboden einen Lithium-Eisenphosphat-Akkumulator (Blade-Batterie) mit einem Energieinhalt von 50 kWh, der gegenüber den gängigen Lithium-Ionen-Akkumulatoren deutlich weniger anfällig gegenüber Fahrzeugbränden sein soll. Die Reichweite wird mit 418 km nach NEFZ angegeben. Laut DiDi ist das Fahrzeug mit einem Stromverbrauch von 12,8 kWh auf 100 km besonders energieeffizient. Diverse Assistenzsystem sollen teilautomatisiertes Fahren ermöglichen. Ein mit künstlicher Intelligenz gesteuertes Überwachungssystem überprüft die Aufmerksamkeit des Fahrers.